# Wallyscar
Wallyscar — компания из Туниса со штаб-квартирой в городе Ла-Марса, основанная в 2007 г. французом Николя Кагнотом. Выпускает автомобили на базе машин Jeep. Производит 600 автомобилей в год. Занимается их экспортом в страны ЕС, Катар, Панаму. В 2009 году компания сделала улучшение этой машины. Логотипа у компании нет, на машинах делают надпись Wallyscar. Также компания производит запчасти для автомобилей Peugeot и Citroen. В 2007 г. модель компании назвали Izis, сокращение от Israeles. В 2014 году было объявлено о прекращении её производства и скором появлении на рынке новой модели. В марте 2017 года Wallyscar начал продавать второй автомобиль Iris по цене 30 900 динаров5.